# Kritika ateizma
Kritika ateizma, kritika koncepata, valjanosti ili odjeka ateizma, uključujući pridružene političke i socijalne implikacije. Kritike obuhvaćaju argumente zasnovane na teističkim pozicijama, argumente koji se tiču morala ili onoga što se smatra učincima ateizma na pojedinca, ili pretpostavkama, znanstvenima ili inima, koje podupiru ateizam. Kritiku ateizma komplicira činjenica da postoji mnogo definicija i koncepata ateizma (i malo konsenzusa među ateistima), uključujući praktični ateizam, teorijski ateizam, negativni i pozitivni ateizam, implicitni i eksplicitni ateizam, jaki i slabi ateizam, s kritičarima koji ne specificiraju uvijek podskup ateizma koji se kritizira.

## Katolička perspektiva
Kršćanstvo, kao teistička religija, sklona je vidjeti ateizam kao krivovjerje. Ne postoji jedan kršćanski pristup prema ateizmu, već varira između kršćanskih denominacija. 
Katekizam Katoličke Crkve identificira ateizam kao kršenje Prve Božje zapovijedi, nazvavši ga "grijeh protiv kreposti vjere", te opominje rimokatolike, da se usredotoče na vlastitu ulogu u poticanju ateizma, jer zanemarivanjem vjerskog odgoja ili netočnim i pogrešnim izlaganjem vjere ili također nedostacima svoga vjerskog, moralnog i društvenog života, pravo lice Boga i religije prije sakrivaju nego otkrivaju. Katekizam smatra, da se često ateizam temelji na krivom poimanju ljudske autonomije, koja ide čak do nijekanja svake ovisnosti o Bogu. Crkvu brine što mnogi suvremenici uopće ne uviđaju intimnu i živu povezanost s Bogom ili je izričito zabacuju, tako da Crkva ateizam ubraja među najteže pojave našega vremena.
Sam Drugi vatikanski sabor, priznaje da je Crkva doprinijela nepovjerenju ateista. No, zaključuje se i to da nije bilo tog susreta Crkve i razočaranih ateista, Crkva ne bi imala današnju samokritiku. Crkva smatra, da vjernici, svjedoci ljubavi i poštovanja trebaju raditi na dijalogu s ateistima, a iz tog dijaloga treba prijeći u suradnju na nekim pitanjima u kojima je to moguće, imajući na umu ono vjernici jesu i predstavljaju, ne gubeći svoj identitet vjernika.